# Веллс-Фарго-плаза
Велс Фарго Плаза (англ. Wells Fargo Plaza) — хмарочос в Х'юстоні, США. Висота 71-поверхового будинку становить 302 метри і він є другим за висотою будинком міста. Будівництво було розпочато в 1979 і завершено в 1983 році.